# Andrea Vanni

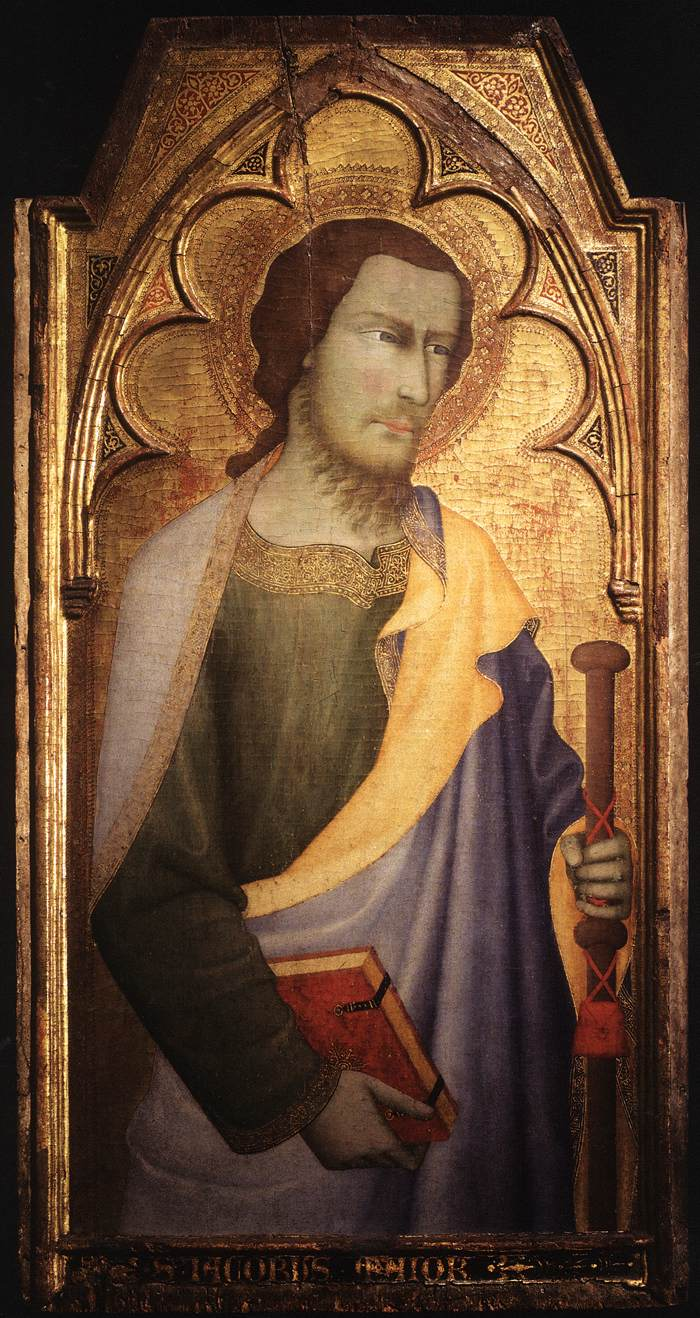
San Giacomo il Maggiore, Capodimonte

Andrea Vanni, (o Andrea di Vanni) (Siena, 1330-1333 – Siena, dopo il 1414), è stato un pittore e diplomatico italiano, appartenente alla scuola senese.

## Biografia
Inviato come ambasciatore a Napoli, ad Avignone, Firenze, fu anche gonfaloniere. Discepolo di santa Caterina da Siena, alternò l'attività politica per la Repubblica di Siena a quella di pittore. 
Influenzato da Simone Martini, aiutò a diffondere lo stile della scuola senese nell'Italia meridionale.